# Europees kampioenschap beachhandbal
Het Europees kampioenschap Beachhandbal wordt sinds 2000 georganiseerd onder auspiciën van de Europese Handbalfederatie. Dit kampioenschap wordt elke twee jaar gehouden en heeft zowel een herentoernooi als een damestoernooi.

## Mannen
| Jaar | Organiserend Land         | Goud           | Zilver    | Brons       |
| ---- | ------------------------- | -------------- | --------- | ----------- |
| 2000 | Italië (Gaeta)            | Wit-Rusland    | Spanje    | Oekraïne    |
| 2002 | Spanje (Cádiz)            | Spanje         | Rusland   | Wit-Rusland |
| 2004 | Turkije (Alanya)          | Rusland        | Duitsland | Turkije     |
| 2006 | Duitsland (Cuxhaven)      | Spanje (2)     | Hongarije | Turkije     |
| 2007 | Italië (Misano Adriatico) | Rusland (2)    | Kroatië   | Hongarije   |
| 2009 | Noorwegen (Larvik)        | Kroatië        | Rusland   | Hongarije   |
| 2011 | Kroatië (Umag)            | Kroatië (2)    | Rusland   | Spanje      |
| 2013 | Denemarken (Randers)      | Kroatië (3)    | Rusland   | Denemarken  |
| 2015 | Spanje (Lloret de Mar)    | Kroatië (4)    | Spanje    | Oekraïne    |
| 2017 | Kroatië (Zagreb)          | Spanje (3)     | Rusland   | Kroatië     |
| 2019 | Polen (Stare Jabłonki)    | Denemarken     | Noorwegen | Hongarije   |
| 2021 | Bulgarije (Varna)         | Denemarken (2) | Kroatië   | Rusland     |
| 2023 | Portugal (Porto Santo)    | Hongarije      | Duitsland | Denemarken  |

## Vrouwen
| Jaar | Organiserend Land         | Goud          | Zilver     | Brons       |
| ---- | ------------------------- | ------------- | ---------- | ----------- |
| 2000 | Italië (Gaeta)            | Oekraïne      | Duitsland  | Rusland     |
| 2002 | Spanje (Cádiz)            | Rusland       | Turkije    | Joegoslavië |
| 2004 | Turkije (Alanya)          | Rusland (2)   | Kroatië    | Duitsland   |
| 2006 | Duitsland (Cuxhaven)      | Duitsland     | Rusland    | Kroatië     |
| 2007 | Italië (Misano Adriatico) | Kroatië       | Duitsland  | Noorwegen   |
| 2009 | Noorwegen (Larvik)        | Italië        | Noorwegen  | Kroatië     |
| 2011 | Kroatië (Umag)            | Kroatië (2)   | Denemarken | Italië      |
| 2013 | Denemarken (Randers)      | Hongarije     | Denemarken | Noorwegen   |
| 2015 | Spanje (Lloret de Mar)    | Hongarije (2) | Noorwegen  | Italië      |
| 2017 | Kroatië (Zagreb)          | Noorwegen     | Polen      | Spanje      |
| 2019 | Polen (Stare Jabłonki)    | Denemarken    | Hongarije  | Nederland   |
| 2021 | Bulgarije (Varna)         | Duitsland (2) | Denemarken | Spanje      |
| 2023 | Portugal (Porto Santo)    | Duitsland (3) | Nederland  | Spanje      |